# Patrick de Paula
Patrick de Paula Carreiro dit Patrick de Paula, né le 8 septembre 1999 à Rio de Janeiro au Brésil, est un footballeur brésilien qui évolue au poste de milieu défensif au GD Estoril-Praia, en prêt de Botafogo FR.

## Biographie

### SE Palmeiras
Né à Rio de Janeiro au Brésil, Patrick de Paula est formé au SE Palmeiras, club qu'il rejoint en 2017.
Le 27 mai 2019, il prolonge son contrat avec Palmeiras jusqu'en 2022. Il est promu en équipe première en novembre 2019. De Paula joue son premier match en professionnel le 26 janvier 2020 face au São Paulo FC. Le 3 août 2020, il inscrit son premier but, en donnant la victoire à son équipe contre l'AA Ponte Preta (1-0).
Il est nommé meilleur jeune du Campeonato Paulista, et figure dans l'équipe type de la compétition en 2020.
Il entre en jeu lors de la finale de la Copa Libertadores 2021 face au CR Flamengo le 27 novembre 2021. Son équipe s'impose ce jour-là par deux buts à un après prolongations,.

### Botafogo
Patrick de Paula devient la recrue la plus chère de l'histoire de Botafogo le 26 mars 2022, le milieu défensif signe un contrat qui va jusqu'en 2026.
De Paula joue son premier match pour Botafogo le 10 avril 2022, lors de la première journée de la saison 2022 de première division brésilienne contre le SC Corinthians. Il est titularisé et son équipe s'incline (1-3 score final).
Patrick de Paula a subi une grave blessure au genou gauche lors du match contre Flamengo en février 2023 pour le Campeonato Carioca, après avoir subi des examens d'imagerie, il a subi une blessure qui a nécessité une intervention chirurgicale. Sa convalescence durera tout au long de cette saison,.
Patrick de Paula n'a repris l'entraînement avec le groupe de Botafogo qu'en février 2024. Après 400 jours d'absence, Patrick de Paula est revenu jouer pour Botafogo lors de la victoire 2-0 contre Boavista, en finale de la Copa Rio 2024.
Bien qu'il soit revenu sur le terrain au Championnat d'État, Patrick de Paula n'a pas été inscrit par la commission technique de Botafogo pour le match suivant, contre Junior Barranquilla, en phase de groupes des Libertadores da América.

## Palmarès

### Palmeiras
- Palmeiras
- Vainqueur de la Copa Libertadores en 2020 et 2021
- Vainqueur du Coupe du Brésil en 2020
- Vainqueur du Championnat de São Paulo en 2020

## Statistiques
| Saison                | Club                  | Championnat           | Championnat | Championnat | Championnat | Coupe(s) nationale(s) | Coupe(s) nationale(s) | Coupe(s) nationale(s) | Supercoupe | Supercoupe | Supercoupe | Compétition(s) continentale(s) | Compétition(s) continentale(s) | Compétition(s) continentale(s) | Compétition(s) continentale(s) | Ligue régionale | Ligue régionale | Ligue régionale | Coupe du monde des clubs | Coupe du monde des clubs | Coupe du monde des clubs | Total | Total | Total |
| Saison                | Club                  | Division              | M.          | B.          | P.d.        | M.                    | B.                    | P.d.                  | M.         | B.         | P.d.       | Comp.                          | M.                             | B.                             | P.d.                           | M.              | B.              | P.d.            | M.                       | B.                       | P.d.                     | M.    | B.    | P.d.  |
| 2020                  | Palmeiras             | Série A               | 27          | 3           | 1           | 4                     | 0                     | 0                     | -          | -          | -          | CL                             | 6                              | 1                              | 0                              | 11              | 1               | 0               | -                        | -                        | -                        | 48    | 5     | 1     |
| 2021                  | Palmeiras             | Série A               | 26          | 0           | 1           | 1                     | 0                     | 0                     | 0          | 0          | 0          | RS+CL                          | 2+10                           | 0+3                            | 0+0                            | 8               | 0               | 0               | 2                        | 0                        | 0                        | 49    | 3     | 1     |
| 2022                  | Palmeiras             | Série A               | -           | -           | -           | -                     | -                     | -                     | -          | -          | -          | RS+CL                          | 0+0                            | 0+0                            | 0+0                            | 4               | 0               | 1               | -                        | -                        | -                        | 4     | 0     | 1     |
| Sous-total            | Sous-total            | Sous-total            | 53          | 3           | 2           | 5                     | 0                     | 0                     | 0          | 0          | 0          | -                              | 18                             | 4                              | 0                              | 23              | 1               | 2               | 2                        | 0                        | 0                        | 101   | 8     | 4     |
| 2022                  | Botafogo FR           | Série A               | 18          | 1           | 0           | 4                     | 1                     | 0                     | -          | -          | -          | -                              | -                              | -                              | -                              | -               | -               | -               | -                        | -                        | -                        | 22    | 2     | 0     |
| 2023                  | Botafogo FR           | Série A               | -           | -           | -           | -                     | -                     | -                     | -          | -          | -          | -                              | -                              | -                              | -                              | 7               | 1               | 0               | -                        | -                        | -                        | 7     | 1     | 0     |
| Sous-total            | Sous-total            | Sous-total            | 18          | 1           | 0           | 4                     | 1                     | 0                     | -          | -          | -          | -                              | -                              | -                              | -                              | 7               | 1               | 0               | -                        | -                        | -                        | 29    | 3     | 0     |
| Total sur la carrière | Total sur la carrière | Total sur la carrière | 71          | 4           | 2           | 9                     | 1                     | 0                     | 0          | 0          | 0          | -                              | 18                             | 4                              | 0                              | 30              | 2               | 2               | 2                        | 0                        | 0                        | 130   | 11    | 4     |